# 林氏薹草
林氏薹草（学名：Carex lingii）为莎草科薹草属的植物。分布在中国大陆的浙江、福建等地，一般生于疏林下或阴处，目前尚未由人工引种栽培。